# Helicophagus
Helicophagus is een geslacht van straalvinnige vissen uit de familie van de reuzenmeervallen (Pangasiidae).

## Soorten
- Helicophagus leptorhynchus Ng & Kottelat, 2000
- Helicophagus typus Bleeker, 1857
- Helicophagus waandersii Bleeker, 1858